# بيتي ماك
بيتي ماك (بالإنجليزية: Betty Mack) هي ممثلة أمريكية، ولدت في 30 نوفمبر 1901 بإلينوي في الولايات المتحدة، وتوفيت في 5 نوفمبر 1980 ببليسرفيل في الولايات المتحدة.

## وصلات خارجية
- بيتي ماك على موقع IMDb (الإنجليزية)
- بيتي ماك على موقع قاعدة بيانات برودواي على الإنترنت (الإنجليزية)
- بيتي ماك على موقع قاعدة بيانات الفيلم (الإنجليزية)